# Landsamurai
Als Landsamurai (jap. 郷士, gōshi), auch Gōzamurai (郷侍), wurden in der Edo-Zeit Samurai genannt, die auf dem Land lebten und ein Dorf verwalteten. Dies kam vor allem in den „Randgebieten“, im Süden Kyūshūs und auf Shikoku vor. Üblicherweise lebten Samurai als bezahlte Angestellte in den Samurai-Vierteln der Burgstädte. Mitglieder alter Familien oder Bauern, denen das Recht zuerkannt wurde, einen „Familiennamen anzunehmen und Schwert zu tragen“ (名字帯刀, myōjitaitō) wurden ebenfalls als gōshi bezeichnet.
In der späten Edo-Zeit stieg die Zahl derjenigen, die durch Geldspenden an ihre Feudalherren diesen Status erlangten.
Einer der bekanntesten Landsamurai war Sakamoto Ryōma.